# All Hell Breaks Loose (Supernatural)
"All Hell Breaks Loose" (No Brasil: "Demônios à Solta") é o título comum dado ao final dividido em duas partes da segunda temporada da série de televisão de fantasia e terror Supernatural, exibida originalmente nos Estados Unidos pelo canal The CW. O episódio foi dividido em duas partes cronológicas: a primeira foi exibida em 10 de maio de 2007 e a segunda em 17 de maio do mesmo ano. Foram dirigidas por Robert Singer e por Kim Manners, respectivamente, e ambas possuem roteiro de Sera Gamble. A parte I foi produzida pelo criador da série Eric Kripke, e a parte II por Michael T. Moore. "All Hell Breaks Loose" é o quadragésimo terceiro e o quadragésimo quarto episódios de Supernatural, e é também o penúltimo e o último episódios da segunda temporada da série.
No episódio, o demônio de olhos amarelos transporta Sam, Andy e Ava, juntamente com outros jovens especiais, Jake e Lily, para os restos de uma cidade fantasma a fim de iniciar os primeiros passos de sua guerra contra a humanidade. Dean mantém contatos com Bobby Singer, Ash e Ellen para obter ajuda na localização de seu irmão. Ele chega com seu emocional no fundo do poço depois de uma perda pessoal devastadora. O demônio de olhos amarelos começa um movimento calculado e estratégico para desencadear os exércitos do inferno.
O processo de produção foi atormentado com problemas, e mudanças tiveram de ser feitas ao longo das filmagens. O cenário da parte I foi alterado após a produção se envolver com um set preexistente, que havia sido utilizado para a série de televisão Bordertown. A escolha do local, por sua vez, influenciou o tipo de monstro sobrenatural que foi apresentado. O roteiro outrora épico da parte II teve de ser reduzido devido a razões orçamentárias, com as condições climáticas forçando o clímax do episódio a ser filmado em um ambiente sonoro ao invés de no local determinado. As cenas que caracterizam o retorno de John Winchester (Jeffrey Dean Morgan) tiveram de ser filmadas com semanas de antecedência usando a tela azul devido à disponibilidade limitada do ator.

## Produção

### Atores convidados
A primeira parte do episódio contou com o retorno de muitos personagens. A atriz Samantha Smith reprisou seu papel como Mary Winchester em um flashback, e com Chad Lindberg fazendo sua última aparição como o caçador Ash. O ator Gabriel Tigerman do episódio da segunda temporada "Simon Said" estrelou como o controlador de mentes Andy Gallagher, e Katharine Isabelle do episódio "Hunted" retornou como a personagem Ava Wilson. Outros dos jovens psíquicos de Azazel que apareceram no episódio foram a Lily, interpretada por Jessica Harmon, e o super-forte Jake Talley, que é interpretado nos dois episódios por Hodge Aldis. O ator Jim Beaver também estrelou em ambas as partes como o personagem secundário Bobby Singer, e Fredric Lehne como Azazel, o demónio de olhos amarelos, que recebeu elogios da crítica por seu papel. Lehne retratou primeiramente o personagem na estreia da segunda temporada no episódio "In My Time of Dying", e foi originalmente criado para reproduzir apenas aquela parte temporariamente por causa das mudanças de corpos humanos que o demónio realiza. No entanto, houve grande apreciação pela interpretação dele que o mantiveram no papel. O produtor executivo e diretor Kim Manners ficou feliz com esta decisão, acreditando que Lehne trouxe para o personagem "um verdadeiro Jack Nicholson". A segunda parte do episódio trouxe de volta a atriz Samantha Ferris como a caçadora Ellen Harvelle, bem como Jeffrey Dean Morgan como John Winchester, cujo aparecimento anterior ocorreu na estreia da temporada. A agenda lotada de Jeffrey Dean Morgan exigiu que suas cenas para o episódio fossem filmadas com semanas de antecedência.[carece de fontes?] A segunda parte do episódio teve Sera Gamble, que já trabalhou em diversos outros episódios da série, como escritora; e Eric Kripke, o criador da série, propôs Michael T. Moore,[carece de fontes?] na produção da segunda parte do episódio, Kim Manners dirigiu a segunda parte do capítulo, a primeira parte foi dirigida por Robert Singel, que também já esteve em outras produções de Supernatural.

### Roteiro

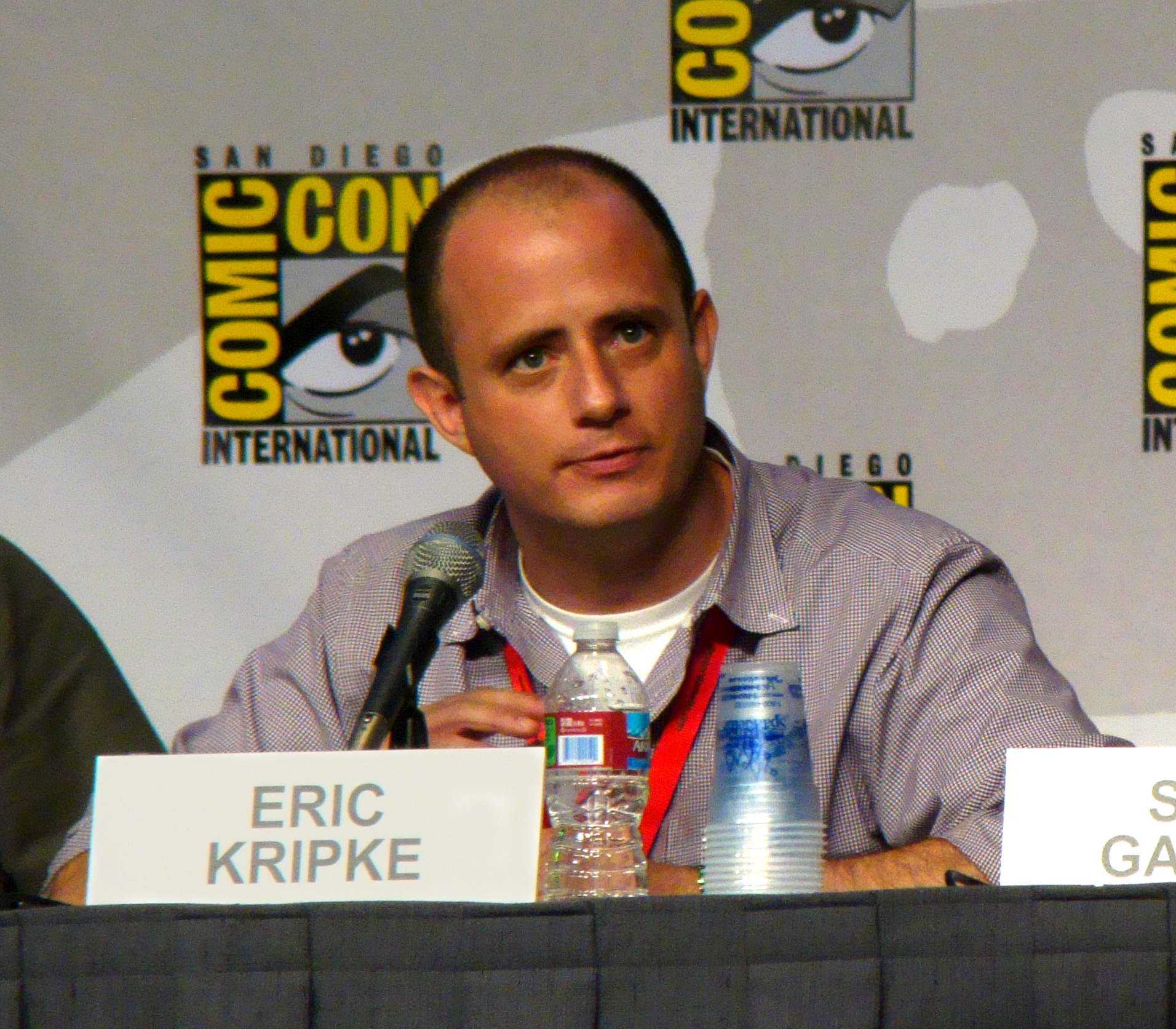
Eric Kripke produziu a parte I de All Hell Breaks Loose.

Várias histórias que abrangem as duas primeiras temporadas foram trazidas para as duas partes deste episódio, incluindo a busca pelo demónio Azazel e a existência de jovens com poderes psíquicos, Sam Winchester é um desses jovens com poderes de prever um possível futuro paralelo. Devido que diversas perguntas são respondidas ao longa de uma conversa de Sam com Azazel, o criador da série Eric Kripke e a escritora Sera Gamble tiveram que reescrever várias vezes as múltiplas falas do demónio porque sentiram que "o rsultado nunca era tão bom com a antecipação". Apesar de que teria sido mais fácil para eles manter as revelações adiadas, os autores acreditavam que seriam "esmagados pela antecipação", pois não seria capaz de satisfazer os fãs se mantivessem uma construção com mais expectativas. Quanto aos jovens médiuns, os escritores originalmente estavam destinados a continuar a sua história para a terceira temporada, mas finalmente os colocaram fora da série depois de decidir que os personagens não eram tão interessantes como demônios e monstros. Na primeira versão do roteiro, a personagem de Lily tinha duas funções: uma menina chamada Alex que poderia matar com um simples toque, e uma telepata chamada Lily. Acreditando que havia muitos personagens na série, os escritores combinaram Alex e Lily em apenas um. Gamble tinha imaginado o episódio como um "Clube dos Cinco psíquicos". O demónio Acheri responsável por duas das mortes dos jovens médiuns foi baseada no Acheri da mitologia hindu; a escritora Sera Gamble sentiu que "ele é um espírito doente" que desce das montanhas e "mata todos os povoados", encaixando-se na montanha abandonada, ao lado da cidade onde ocorre a trama. O bar Roadhouse de Ellen Harvelle, frequentado por caçadores de demónios, saiu das gravações nesses episódios, pois Kripke não gostou do conceito de ter uma local fixo para uma série baseada em viagens pelos Estados Unidos. Com a destruição do bar ocorreu a morte do personagem Ash, que os escritores gostariam de retirar gradualmente em razão da personalidade "cômica" e "maluca" que fazia o programa se tornar irreal.
Pelo fato de John Winchester ter feito pacto demoníaco na estreia da segunda temporada, foi decidido desde cedo que a temporada também acabaria com outro pacto demoníaco. Isso exigiu que os escritores matassem Sam, pois seria a única coisa que poderia motivar Dean a vender sua alma; o pacto tornar-se-ia uma característica importante no enredo da terceira temporada. Ao mesmo tempo, iniciou-se outra história, questionando se o que voltou foi "o verdadeiro Sam". Além disso, a guerra dos demónios contra a humanidade, sugerida durante as duas primeiras temporadas, finalmente começou através da abertura do portão do inferno, no final da segunda parte do episódio. Esta trama continua durante todo o resto da série, com os Winchesters tentando caçar os demónios na terceira temporada.
Enquanto a versão final da segunda parte é muito delimitada, o roteiro inicial foi considerado épico; o desenhista de produção Jerry Wanek brincou ao se referir como uma "mini-série de seis horas". Na versão original, manter a gigante armadilha do diabo longe da porta de entrada para o inferno foi muito complexo, por cada ponto do pentagrama ter uma igreja e uma relíquia sagrada, como um pedaço da Vera Cruz. Tendo os artefatos no auxílio a armadilha do diabo, o papel de Jake era ir para cada igreja e destruí-los, apesar dos caçadores que o seguiram para tentar impedi-lo. Eventualmente, Jake destrói a relíquia final durante uma luta com Sam, e Dean corre para a porta de entrada a fim de evitar que Azazel a abra, no momento em que Jake e Sam estão "lutando fora de si". Todavia, quando o diretor Kim Manners e o produtor executivo receberam o script, perceberam que era extenso demais, e um artista teria de fazer cinco horas e meia de ilustrações através de Storyboard para não ultrapassar o orçamento. A produção sugeriu que uma grande quantidade de dinheiro poderia ser economizado se não retratassem as igrejas, peças importantes na definição da história pretendida. Kripke percebeu que em vez de usar as igrejas, ele poderia fazer com que os pontos do pentagramas fossem ligados por uma linha ferroviária. Tendo as linhas feitas de ferro, se encaixaria perfeitamente com a mitologia da série devido que o ferro é um impedimento para demónios. Kripke encontrou neste aspecto uma característica mais ocidental, combinando com a série. Em vez de destruir a armadilha do diabo, como no roteiro original, Jake é enviado por Azazel para abrir a porta por si mesmo, e a cena da luta principal entre Jake e Sam foi então transformado em um impasse entre Jake e os caçadores. Embora a história ter sido reduzida, Kripke sentiu que isso melhorou o episódio, tornando-o mais simples.

### Filmagens

O cenário do segundo episódio do cemitério teve de ser filmado num estúdio de som por causa de problemas climáticos.

As filmagens da primeira parte do episódio durou nove dias. O restaurante no início do episódio foi construído por Wanek, embora já houvesse um set preexistente — uma cidade abandonada construída para a série de televisão "Bordertown" que é filmado na área Vancouver — utilizou-o durante sete dias de filmagens. Originalmente, o episódio foi feito para ser realizado em um orfanato abandonado com muitos corredores. Contudo, o produtor Cyrus Yavneh tinha enviado fotos para Kripke do set de "Bordertown" durante a produção da primeira temporada de Supernatural. Os aspectos da cidade levaram os escritores a alterar a cena. Com a nova localização, as referências foram da cidade fantasma de Dudleytown em Connecticut, que estavam a ser incluída no roteiro, mas acabou por ser editado. Infelizmente para a produção, o conjunto de "Bordertown" era por um lado cercado por montanhas e do outro por terras agrícolas, tornando difícil para a equipe de produção. Choveu durante todos os sete dias, causando problemas para com as filmagens. Porém, o diretor Robert Singer achou que o céu cinzento e a névoa ajudou na aparência e no clímax do episódio.
Inicialmente, o clímax da segunda parte do episódio era para acontecer em um cemitério real, mas devido a problemas nos locais proibiram isso. A cena se passa de noite, durando nove horas e meia em Vancouver. Com apenas quatro noites para filmar a sequência, a produção concebeu a ideia de ter um "eclipse solar sobrenatural" para que as cenas pudessem ser filmadas de dia. Apesar do primeiro local não possuir árvores, elas eram necessárias para a técnica de filmagem que desejavam utilizar. Depois de finalmente encontrar um cemitério que tinha árvores, uma tempestade de chuva durante a inspeção fez a equipe de produção perceber que o tempo iria interferir nas filmagens. Foi decidido no último minuto de filmagem a criação de um palco com som, e um conjunto de cemitérios foram construídos. Não obstante, os produtores precisaram utilizar de recursos para conter o chorume, o que torna muito rançoso. De acordo com a atriz Samantha Ferris: "É horrível, tão ruim que seus olhos lacrimejaram."

### Efeitos

O retorno de Morgan teve que ser filmado com antecedência usando uma tela azul devido à agenda lotada. Jared Padalecki, coberto de sangue na foto acima, refez a sua parte quando o roteiro foi alterado.

Tal como acontece em todos os outros episódios da série, os efeitos visuais deste episódio foram feitos em estúdio. A produção queria manter o número de disparos a um mínimo para a abertura do Portão do inferno no clímax da segunda parte, então em vez de apenas criar digitalmente cenas de fundo do demónio, o supervisor de efeitos visuais Ivan Hayden filmou substitutos vestidos nas roupas dos personagens de episódios anteriores, como "Woman in White", "Man Hook", e a série Reaper em uma tela azul e inseriu-os na cena em pós-produção durante breves flashes de luz.[carece de fontes?] Esta técnica de filmagem também teve de ser usada para o retorno de John Winchester. O ator Jeffrey Dean Morgan estava ocupado filmando The Accidental Husband durante a gravação do episódio da série, assim ele, Jensen Ackles e Jared Padalecki filmaram a cena seis semanas antes na frente de uma tela azul. O reencontro destinava-se a ser "mais complexa e com muita luta", mas os produtores do filme acreditavam que Morgan estaria com risco de sofrer acidentes e proibiram-o. Kripke teve de cortar a cena, eliminando o diálogo de Morgan e apenas tê-lo sendo jogado ao chão por Azazel. O roteiro ainda não estava completo durante as filmagens da cena, de forma que a aparência de Padalecki foi baseado no enredo original, onde Sam luta brutalmente com Jake e termina coberto de sangue. Quando a cena de luta foi removida, Padalecki teve de voltar a filmar sua parte no reencontro ds família usando bolas de tênis e um dublê como substituto para Ackles e Morgan que não estavam disponíveis.

### Música
Como é típico da série, o arranjo orquestral sintetizado nos episódios foram escritos alternadamente por Jay Gruska e Christopher Lennertz, com o trabalho anterior na Parte I e o último arranjo na Parte II do episódio. Devido ter trabalhado no episódio piloto da série, onde ele apresentou um tema musical recorrente para as cenas relacionadas com o vilão Azazel, Lennertz estava feliz por ser o único a marcar o episódio com a morte do demônio, para permitir a ele fechar esse capítulo. Com a abertura da porta de entrada para o inferno no final do episódio, Lennertz sentiu que a música "tornou-se muito maior no âmbito" do que os episódios anteriores, considerando-o "uma questão de fazer as maiores coisas da vida". Como na maioria dos episódios da série, a música do gênero rock clássico também está incluído neste episódio.

## Enredo

### Parte I
Sam Winchester (Padalecki) é raptado pelo demônio de olhos amarelos Azazel (Lehne) e levado para a cidade abandonada de Cold Oak, supostamente o lugar mais assombrado da América. Sam também é colocado junto com outros jovens psíquicos — aos quais o demônio visitou quando eram bebês, dando lhes habilidades sobrenaturais mais tarde na vida — incluindo Andy Gallagher (Gabriel Tigerman) e Ava Wilson (Katharine Isabelle), bem como novos personagens Lily (Jessica Harmon) e Jake Talley (Hodge). Ava tinha sido raptada meses antes, mas alegou não ter conhecimento de seu paradeiro durante o intervalo de tempo. Lily tenta sair da cidade, mas é morta pelo demônio Acheri, levando os outros a buscar refúgio em um edifício, protegendo-se do demónio com barreiras de sal. Como Dean Winchester (Ackles) e seu companheiro o caçador Bobby Singer (Jim Beaver) vão até o bar de Ellen Harvelle — frequentado por caçadores — para ajudar e achar o corpo do caçador Ash (Chad Lindberg) enterrados nos destroços, Andy usa suas habilidades de controle da mente para enviar há Dean sua localização telepaticamente.[carece de fontes?] Depois de cair no sono naquela noite, Sam é visitado em sonho por Azazel, revelando que ele trouxe todos juntos para que possam lutar até a morte, no qual o único sobrevivente se torne o líder de seu exército de demónios. Admitindo-se que ele matou a namorada de Sam, Jessica, porque acreditava que ela estava impedindo-o de voltar à sua antiga vida de caçar criaturas sobrenaturais, o demônio, então, mostra-lhe a noite da morte de sua mãe. Azazel havia entrado no quarto onde Sam descansava no berço, e alimentou-lhe com o seu sangue, mas Mary Winchester (Samantha Smith) entra e descobre o demónio.[carece de fontes?]
Mais tarde, quando Ava e Andy estão a sós, Ava deixa o demónio Acheri entrar no edifício, e usa uma nova capacidade de comandá-lo para matar Andy. Depois de revelar a Sam que ela foi realmente à cidade todos os meses e matando outros jovens psíquicos que Azazel enviou até lá, ela define o demónio Acheri para Sam. No entanto, Jake foge por trás dela e usa a sua força sobre-humana para quebrar o pescoço de Ava, deixando que o demônio Acheri a fugisse. Sam e Jake começam a deixar a cidade, e Jake ataca-o por desconfiança, mas Sam ganha vantagem e, aparentemente, o derruba inconsciente. Porém, como Sam é distraído quando Dean e Bobby chegam, Jake recupera a consciência e fatalmente o apunhala com uma faca. Dean segura o seu irmão e diz que vai cuidar dele, mas Sam morre em seus braços.[carece de fontes?]

### Parte II
Desesperado para salvar seu irmão, Dean vende sua alma para um demônio da encruzilhada (Ona Grauer) em troca da ressurreição de Sam, e é dado apenas um ano antes da coleta de sua alma. Mais tarde, realiza uma pesquisa na casa de Bobby, na esperança de estabelecer o plano de Azazel. Ellen Harvelle (Samantha Ferris), proprietária do bar Roadhouse dos caçadores agora destruído, então se encontra com Bobby, Dean e Sam e é forçada a beber água benta para provar que ela não foi possuída por um demônio. Depois de dar-lhes um mapa de Wyoming que Ash tinha deixado no cofre do bar dos caçadores, ela aponta cinco pontos marcados por X, representando igrejas construídas pelo caçador Samuel Colt — o criador da mística Colt, uma arma capaz de matar qualquer coisa. A pesquisa mostra também que as linhas ferroviárias conectam todas as igrejas na forma de um pentagrama, criando uma gigante armadilha ao demónio, na qual os demónios não podem entrar.
No centro do pentagrama há um velho cemitério, onde Azazel força Jake a ir para lá após ameaçar sua família. Os Winchesters, Bobby e Ellen são encontrados por Jake, cujo teve de ceder para o seu lado demoníaco, desenvolvendo habilidades de controle da mente e ordena que Ellen coloque sua arma na própria cabeça. Todos são obrigados a baixar as suas armas, dando tempo a Jake usar o Colt como uma chave para abrir um mausoléu. No entanto, Sam atira nas costas de Jake, e o executa com vários tiros enquanto implora por piedade. Quando as portas do mausoléu começam a se abrir, percebem que é um portal de demónios, uma espécie de entrada para o inferno. Neste momento, vários demónios fogem e quebram as linhas ferroviárias de ferro que faziam parte da armadilha contra o diabo, permitindo a entrada de Azazel. Ellen e Bobby tentam fechar a porta, e Sam e Dean tentam conseguir o Colt para enfrentar Azazel. Infelizmente, o demônio aparece de surpresa e pega a arma. Após os insultos de Dean sobre o pacto demoníaco e a dúvida se o que voltou foi "o verdadeiro Sam", Azazel se prepara para matá-los.[carece de fontes?] Para a surpresa, o espírito de John Winchester (Morgan) escapou do inferno e começa a agarrar o demónio e a distraí-lo por tempo suficiente a fim de Dean pegar de volta o Colt e atirar-lhe no coração, matando-o finalmente. Bobby e Ellen conseguem fechar as portas, o espírito de John desaparece. Sabendo que agora têm de enfrentar um exército de demônios, Sam promete tentar livrar Dean do pacto. O episódio se encerra com Dean e Sam arrumando suas armas para começar a caça aos demónios que fugiram do portal do inferno.

## Repercussão
A transmissão oficial da parte I de "All Hell Breaks Loose" foi vista por cerca de 2,9 milhões de espectadores, enquanto a parte II foi vista por 2,72 milhões de pessoas nos Estados Unidos. A segunda parte do episódio obteve uma audiência menor que a primeira; entretanto, as partes I e II tiveram críticas positivas. Tina Charles da revista TV Guide contestou "tanta bondade" por parte dos irmãos Winchester na parte I; com relação à parte II, ela considerou como um simples "uau", elogiando tanto a relação fraternal descrita quanto as cenas entre Jensen Ackles e Jim Beaver, mas ficou desapontada por que os irmãos não conversaram com o espírito de John Winchester após ele escapar do inferno. De particular interesse para os críticos era o envolvimento do arco de história de Azazel, descrita por Charles como uma "ótima maneira de coroar a temporada", enquanto a TV Squad disse que ele tinha o "peso e importância que um final bom deve ter". Frederic Lehne recebeu elogios por sua interpretação como o demónio Azazel, descrito por críticos como "fascinante", "grande" e "apropriadamente assustador".
No entanto, Tom Burns de Underground Online já havia criticado o programa por estragar um final surpreendente, por se afastar nas recapitulações da série. Para a primeira parte do episódio ele observou e analisou o final do episódio tratando-se de uma série da The CW para o episódio que mostra Sam sendo esfaqueado nas costas e entrar em colapso nos braços de Dean. Durns gostou do episódio mas encontrou algumas falhas nele. Ele também sentiu que tanto a parte I quanto a parte II foção na química familiar entre ambos os irmãos. Além disso, Burns sentiu que a temporada havia estabelecido a questão de saber se Sam iria "passar mal", e no final não acompanhar, cuja combustão é descrita como uma "provocação".
A atriz Jessica Harmon ganhou uma indicação ao prêmio Leo Award de "Melhor Desempenho Convidado por uma mulher em uma Série Dramática" por seu papel como Lily na parte II do episódio.